# Böhen
Böhen è un comune tedesco di 708 abitanti, situato nel land della Baviera.